# François Viète

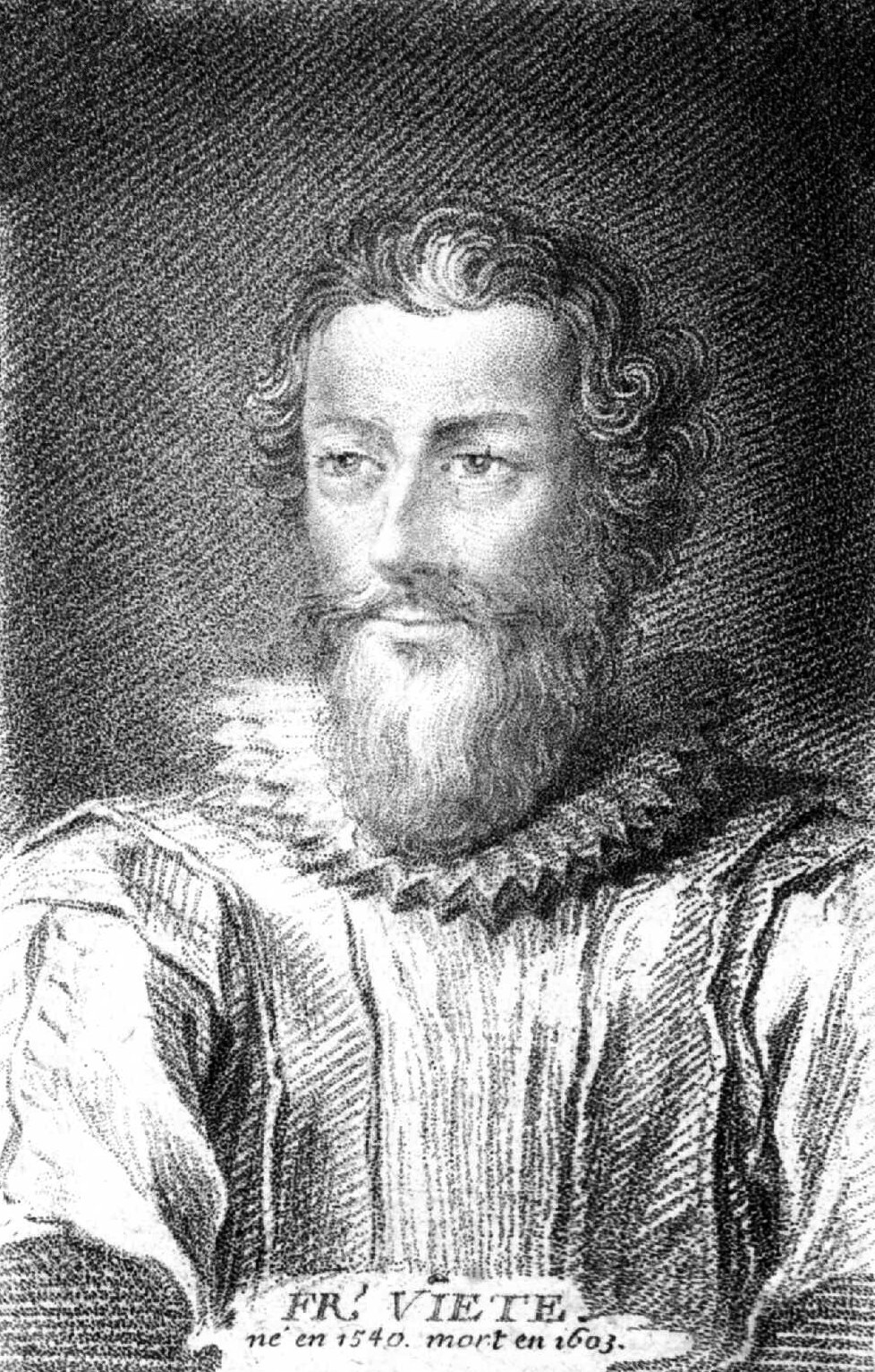
François Viète.

François Viète (latinsk namnform: Franciscus Vieta), född 1540 i Fontenay (Poitou), död 13 december 1603 i Paris, var en fransk matematiker.
Viète blev efter avslutade juridiska studier advokat i Paris, var sedermera någon tid ledamot av parlamentet (överdomstolen) i Rennes och utnämndes 1580 till "maître de requêtes" vid parlamentet i Paris, i vilken egenskap han 1589 åtföljde parlamentet vid dess förflyttning till Tours. 
Den tid, som inte upptogs av ämbetsgöromålen, ägnade Viète med stor framgång åt matematiska studier och forskningar, särskilt inom algebra och ekvationsteori, vars grundläggare han i viss mening kan kallas. Så förbättrade han väsentligen det algebraiska beteckningssättet genom att konsekvent använda bokstäver även för att utmärka de bekanta storheterna i en ekvation och genom att införa lämpligare symboler för de obekanta storheternas potenser i stället för de äldre osystematiska tecknen. Han använde nämligen stora bokstäver (versaler) för alla förekommande storheter, utmärkte de bekanta genom konsonanterna B, C, D etc och de obekanta genom vokalerna A, E, I etc samt betecknade de olika potenserna av A genom A, A quadr, A cubus etc; dock bibehöll han vid numeriska ekvationer de äldre tecknen N, Q, C etc. 
Inom ekvationsteori angav han metoder för ekvationers transformation, till exempel så, att andra termen försvinner eller rötterna ökas med en given konstant storhet, varjämte han uttryckte koefficienterna till ekvationer med enbart positiva rötter som symmetriska funktioner av dessa rötter. Genom att införa enkla substitutioner löste han kubiska och bikvadratiska ekvationer samt sysselsatte sig även, fast inte fullt så framgångsrikt, med approximativ lösning av numeriska ekvationer. I samband med detta förtjänar nämnas, att han visade, att problemen trisectio anguli och duplicatio cubi kunde reduceras till lösning av en kubisk ekvation och att det så kallade casus irreductibilis, det vill säga det slag av kubiska ekvationer, där alla tre rötterna är reella, kan lösas genom införande av trigonometriska funktioner. 
Från Viète härrör även formeln för sin(nθ) uttryckt som en funktion av sin θ och cos θ samt ett sätt att bestämma värdet av n genom ett oändligt antal kvadratrotsutdragningar. 1593 presenterade han en formel för beräkning av π, som brukar kallas Viètes formel och som var den första oändliga produkten presenterad inom matematiken, enligt
{\displaystyle {\frac {2}{\pi }}={\frac {\sqrt {2}}{2}}\cdot {\frac {\sqrt {2+{\sqrt {2}}}}{2}}\cdot {\frac {\sqrt {2+{\sqrt {2+{\sqrt {2}}}}}}{2}}\ldots ,}
Han presenterade också ett värde på π med 10 decimaler genom utnyttjande av Arkimedes metod för en polygon med 6 × 216 = 393,216 sidor. (Ungefär samtidigt ägnade den holländske matematikern Ludolph van Ceulen mycket tid åt att på liknande sätt beräkna π och lyckades bestämma talet med 35 decimaler. Hans arbete publicerades dock först efter hans död 1610.)
Genom att tillämpa algebran på geometrin förberedde Viète upptäckten av den analytiska geometrin och han sysselsatte sig även med frågor ur den obestämda analysen.
Viète var även känd för sin stora skicklighet att dechiffrera diplomatiska depescher och intresserade sig livligt för den brännande frågan om en kalenderreform. Ett av honom framställt förslag därtill invecklade honom i en mindre lycklig strid. 
Av Viètes skrifter kan nämnas Canon mathematicus (1579), innehållande de trigonometriska funktionerna för varje minut med 5 decimaler, Isagoge in artem analyticam (1591) och De aequationum recognitione et emendatione (utgiven 1615).